# مصطفی جعفر
مصطفی جعفر (عربی: مصطفى جعفر؛ زادهٔ ۳ آوریل ۱۹۸۱) ورزشکار فوتبال اهل مصر است.
از باشگاه‌هایی که در آن بازی کرده‌است می‌توان به باشگاه فوتبال انپی، باشگاه ورزشی زمالک، باشگاه فوتبال المصری، باشگاه فوتبال المصری، باشگاه ورزشی اسماعیلی، باشگاه فوتبال سموحه، باشگاه فوتبال مقاولون عرب، و تیم ملی فوتبال مصر اشاره کرد.
وی همچنین در تیم ملی فوتبال مصر بازی کرده‌است.